# Herman Bang
Herman Joachim Bang (Asserballe, Schleswig, 20 de abril de 1857-Ogden, Utah, 29 de enero de 1912) fue un escritor danés y uno de los pertenecientes al movimiento literario escandinavo Det Moderne Gennembrud.

## Biografía
Bang nació en una familia de la nobleza en la pequeña isla danesa de Als, hijo de un vicario de Jutlandia meridional (familia de Nikolai Frederik Severin Grundtvig), pero la historia familiar estaba salpicada de locura y enfermedad.
A la edad de 20 años, publicó dos volúmenes críticos sobre el movimiento realista. En 1880 publicó su primera novela Haabløse Slægter («Familias sin esperanza»), que el la época llamó la atención. Su principal personaje era un joven hombre que tenía una relación con una mujer mayor. El libro fue considerado pornográfico y prohibido. Tras pasar algún tiempo viajando y dando conferencias en una gira por Noruega y Suecia, se asentó en Copenhague y escribió una serie de novelas y colecciones de historias cortas, que le colocaron al frente de los novelistas escandinavos. Entre sus más famosas novelas se encuentran Faedra (1883) y Tine (1889).
Esta última novela le ganó la amistad de Ibsen y una admiración entusiasta de Jonas Lie. Entre sus otras obras está Det hvide Hus («La casa blanca», 1898), Excentriske Noveller (1885), Stille Eksistenser (1886), Liv og Død («Vida y muerte», 1899), Englen Michael (1902), un volumen de poemas (1889) y uno de recuerdos (Ti Aar, 1891). 
Bang era homosexual, un hecho que lo aislaba en parte de la vida cultural danesa y lo hizo víctima de campañas de difamación. Vivió la mayor parte de su vida con su hermana, pero encontró la felicidad durante unos pocos años con el actor alemán Max Eisfeld (1863-1935), con el que vivió en Meiningen, Viena y Praga de 1885 a 1886. Su falta de interés en la política también lo alejó de sus colegas del movimiento naturalista.
Fracasado como actor, Bang consiguió fama como productor de teatro en París y en Copenhague. Fue un periodista muy productivo, escribiendo para periódicos daneses, nórdicos y alemanes, desarrollando un periodismo moderno. Su artículo sobre el incendio del palacio de Christiansborg es un hito del periodismo danés.
Sus últimos años se vieron amargados por la persecución y una pobre salud. Viajó mucho por Europa y murió en Ogden (Utah), durante una gira de recitación en Estados Unidos Fue enterrado en el cementerio Vestre Kirkegård de Copenhague en una tumba anónima pero identificable.

## Obra
Entre los escritores que influyeron a Bang se pueden mencionar a Émile Zola, Henrik Ibsen y Charles Darwin, aunque también se pueden mencionar a Iván Turgénev y Jonas Lie. Inicialmente su obra fue naturalista; más tarde las obras de Bang le colocaron entre los principales escritores impresionistas europeos y un representante del decadentismo danés.
Inicialmente, Bang se ocupó de las «existencias tranquilas», las personas despreciadas e ignoradas que vivían vidas aburridas y aparentemente sin importancia. Especialmente es el descriptor de la mujer aislada o ignorada. Ved Vejen (1886) describe la pasión secreta y nunca realizada de una joven esposa de un jefe de estación, viviendo en un matrimonio estéril. Tine (1889), que tiene como trasfondo la guerra contra Alemania de 1864 (Guerra de los Ducados), cuenta la historia de una chica joven en la isla de Als y su trágica historia de amor. Stuk (1887; «Estuco») transcurre durante la Gründerzeit en Copenhague y su modernización superficial, con la especulación económica de trasfondo para la aventura amorosa de un hombre joven que se desvanece sin una explicación real. En Ludvigsbakke (1896) una joven enfermera desperdicia su amor con un amigo de la niñez sin agallas, que la abandona para salvar sus posesiones casándose con una rica heredera.
Algunos de sus libros, incluyendo Tine y Ved Vejen, fueron traducidos a muchos idiomas y filmados como películas. Su novela Mikaël (1904) fue adaptada al cine dos veces, con el título de Vingarne, en 1916 dirigida por Mauritz Stilleren, y como Michael en 1924 por Carl Theodor Dreyer. En 1987 se rodó la película Katinka, basada en su novela Ved Vejen.